# Sam Parkins
Leroy „Sam“ Parkins (* 23. September 1926 in Boston; † 18. November 2009 in Tel Aviv) war ein US-amerikanischer Jazzmusiker (Klarinette, Saxophone, Flöte, Gesang) und Musikproduzent.

## Leben und Wirken
Sam Parkins begann seine Musikkarriere in Massachusetts, wo er seit 1950 auf dem New England Conservatory studierte. Er spielte zunächst R&B und mit Dick Twardzik,  Dick Wetmore und Al Walcott Bebop. Seit 1954 gehörte er zur Excalibur Jazz Band, mit der er Dixieland aufführte; 1955 spielte er im Sunset Inn Orchestra, mit dem erste Aufnahmen entstanden. Seit 1956 arbeitete er in New York; dort trat er mit Dick Cary, Kenny Davern, Dick Wellstood auf. 1960 nahm er für Bethlehem Records sein Debütalbum (Leroy Parkins and His Yazoo River Jazz Band) auf, an dem Johnny Letman, Dicky Wells, Dick Wellstood, Danny Barker, Ahmed Abdul-Malik und Manzie Johnson beteiligt waren. In den folgenden Jahren spielte er traditionellen Jazz  u. a. mit Meg Welles, Marty Grosz, in den 1970er-Jahren mit Max Morath und Petr Dean.  
Im Bereich des Jazz war er zwischen 1955 und 1981 an 15 Aufnahmesessions beteiligt. Ab den 1970er-Jahren war er als Produzent für New World Records tätig; vier von ihm produzierte Tonträger wurden für einen Grammy nominiert.